# DEEP JEWELS
DEEP JEWELS（ディープ・ジュエルス）は、日本の女子総合格闘技団体。2008年にマーヴェラスジャパンによって「JEWELS（ジュエルス）」名義で設立。2013年よりDEEPが引き継ぎ、現名称に改称。

## 歴史

### 前身団体
2008年10月24日、イベント運営会社社長の尾薗勇一が女子総合格闘技団体スマックガールを運営母体から譲渡を受け、株式会社マーヴェラスジャパンを設立。団体名称を「JEWELS」に変更の上、2007年末よりスマックガールと提携を結んでいたDEEPの全面協力も得て再出発することを発表。同年11月16日に新宿FACEで旗揚げ大会JEWELS 旗揚げ戦を開催。
2009年4月3日にシュートボクシングとの業務提携を発表し、9月13日の第5回大会より初のトーナメント「ROUGH STONE GP 2009」を48kg級、54kg級、60kg級の3階級にて開催した。2010年7月のJEWELS 9th RINGよりライト級グランプリが開幕。12月のJEWELS 11th RINGで初めて後楽園ホールで開催し、ライト級グランプリ決勝を行った。
2011年5月14日の新木場大会よりVALKYRIEの選手が出場し、VALKYRIEのプロデューサーであった茂木康子は12月17日のJEWELS 17th RINGからJEWELSのプロデューサーに就任した。2012年6月、アメリカの女子総合格闘技団体Invicta FCとの提携を発表。

### DEEP JEWELS
2013年5月25日に新宿FACEで開かれた24th RINGを以って尾薗が代表から退き、DEEP代表の佐伯繁が引き継ぐ。これに伴い団体名称が「DEEP JEWELS」に変更された。

## ルール
1R5分の3Rまたは2R制。ラウンド間のインターバルは1分。2R制の場合には、肘によるあらゆる打撃行為が禁止。判定はラウンドごとにどちらか一方に優劣を付けるマストシステムを採用。全ラウンド終了時に同点の場合はマスト評価にて勝敗を決定。偶然のアクシデント（バッティング等）により、試合続行不能となった場合、ラウンド数を問わず1R終了前であればノーコンテスト、1R終了後は試合停止となった時点までの試合内容から判定する（テクニカル・ドローはあり）。タイトルマッチはジャッジ5人制。

### グラップリング
Aルール
1R5分の1R制。あらゆる打撃行為、相手選手の頭から先に床面部に投げる行為、相手選手を掴み、頭部顔面、背中を床面部に叩きつける行為、ヒールホールド、頸部を極める行為が禁止。
Bルール
1R5分の1R制。Aルールの禁止行為に加えて、足関節へのあらゆる関節技、Vクロスアームロック、スタンドにおいて小手に振る等、肘に体重を掛けて極める行為が禁止。

### アマチュア
SPルール
1R3分の2R制。ニーガード着用義務あり。ヘッドギア、レガース着用なし。どちらか一方の選手でもグラウンドポジションの状態になった場合、頭部顔面へのあらゆる打撃行為が禁止。肘によるあらゆる打撃行為が禁止。ヒールホールド禁止。頸部を極める行為禁止。
AAルール
1R3分の2R制。ヘッドギア、レガース、ニーガード着用義務あり。SPルールの禁止行為に加えて、相手選手の頭から先に床面部に投げる行為、相手選手を掴み、頭部顔面、背中を床面部に叩きつける行為が禁止。
ABルール
1R2分の3Rまたは2R制。ヘッドギア、レガース、ニーガード着用義務あり。AAルールの禁止行為に加えて、足関節へのあらゆる関節技、Vクロスアームロック、スタンドにおいて小手に振る等、肘に体重を掛けて極める行為が禁止。

## 階級・王座
| 階級       | 体重    | 女王         | 防衛回数 |
| ---------- | ------- | ------------ | -------- |
| フェザー級 | -65.8kg | 東よう子     | 0        |
| バンタム級 | -61.2kg | キム・ジヨン | 0        |
| フライ級   | -56.7kg | 中井りん     | 1        |
| ストロー級 | -52.2kg | 伊澤星花     | 0        |
| アトム級   | -47.6kg | 伊澤星花     | 0        |
| ミクロ級   | -44.0kg | 大島沙緒里   | 0        |

## 大会一覧

### DEEP JEWELS
| 大会名               | 開催年月日    | 会場     | 開催地       |
| -------------------- | ------------- | -------- | ------------ |
| DEEP JEWELS 7        | 2015年2月21日 | 新宿FACE | 東京都新宿区 |
| DEEP JEWELS 6        | 2014年11月3日 | 新宿FACE | 東京都新宿区 |
| DEEP JEWELS 5        | 2014年8月9日  | 新宿FACE | 東京都新宿区 |
| DEEP JEWELS 4        | 2014年5月18日 | 新宿FACE | 東京都新宿区 |
| DEEP JEWELS 3        | 2014年2月16日 | 新宿FACE | 東京都新宿区 |
| DEEP JEWELS 2        | 2013年11月4日 | 新宿FACE | 東京都新宿区 |
| DEEP JEWELS 旗揚げ戦 | 2013年8月31日 | 新宿FACE | 東京都新宿区 |

### JEWELS
| 大会名           | 開催年月日        | 会場          | 開催地       |
| ---------------- | ----------------- | ------------- | ------------ |
| JEWELS 23rd RING | 2013年3月30日     | 新木場1stRING | 東京都江東区 |
| JEWELS 22nd RING | 2012年12月15日    | ディファ有明  | 東京都       |
| JEWELS 21st RING | 2012年9月22日     | 新木場1stRING | 東京都江東区 |
| JEWELS 20th RING | 2012年7月21日     | ディファ有明  | 東京都       |
| JEWELS 19th RING | 2012年5月26日     | アゼリア大正  | 大阪府大阪市 |
| JEWELS 18th RING | 2012年3月3日      | 新木場1stRING | 東京都江東区 |
| JEWELS 17th RING | 2011年12月17日    | 新宿FACE      | 東京都新宿区 |
| JEWELS 16th RING | 2011年9月11日     | 新木場1stRING | 東京都江東区 |
| JEWELS 15th RING | 2011年7月9日      | 新宿FACE      | 東京都新宿区 |
| JEWELS 14th RING | 2011年5月14日(夜) | 新木場1stRING | 東京都江東区 |
| JEWELS 13th RING | 2011年5月14日(昼) | 新木場1stRING | 東京都江東区 |
| JEWELS 12th RING | （中止）          | （中止）      | （中止）     |
| JEWELS 11th RING | 2010年12月17日    | 後楽園ホール  | 東京都文京区 |
| JEWELS 10th RING | 2010年10月10日    | 新木場1stRING | 東京都江東区 |
| JEWELS 9th RING  | 2010年7月31日     | 新宿FACE      | 東京都新宿区 |
| JEWELS 8th RING  | 2010年5月23日     | 新木場1stRING | 東京都江東区 |
| JEWELS 7th RING  | 2010年3月19日     | 新宿FACE      | 東京都新宿区 |
| JEWELS 6th RING  | 2009年12月11日    | 新宿FACE      | 東京都新宿区 |
| JEWELS 5th RING  | 2009年9月13日     | 新宿FACE      | 東京都新宿区 |
| JEWELS 4th RING  | 2009年7月11日     | 新木場1stRING | 東京都江東区 |
| JEWELS 3rd RING  | 2009年5月16日     | 新宿FACE      | 東京都新宿区 |
| JEWELS 2nd RING  | 2009年2月4日      | 新宿FACE      | 東京都新宿区 |
| JEWELS 旗揚げ戦  | 2008年11月16日    | 新宿FACE      | 東京都新宿区 |

### ROUGH STONE
| 大会名               | 開催年月日    | 会場                 | 開催地       |
| -------------------- | ------------- | -------------------- | ------------ |
| ROUGH STONE 2nd RING | 2010年1月31日 | シーザージム新小岩   | 東京都葛飾区 |
| ROUGH STONE 1st RING | 2009年4月19日 | イサミレッスル武闘館 | 埼玉県蕨市   |

## スタッフ

### スーパーバイザー
- 佐伯繁

### リングアナウンサー
- ベルサイユ半田（プロレスリングLAND'S END）

### ジャッジ・レフェリー
- 植松直哉
- 豊永稔
- 和田良覚
- 梅木良則
- 芹澤健市
- 山崎明

### 過去のスタッフ
JEWELS代表
- 尾薗勇一

JEWELSプロデューサー
- 茂木康子（17th RINGより）

リングアナウンサー
- カワカミダイスケ
- 森一弥（エネルギー）
- お宮の松